# غاريث ماثيوز
غاريث ماثيوز (بالإنجليزية: Gareth B. Matthews)‏ هو فيلسوف أمريكي، ولد في 8 يوليو 1929 في بوينس آيرس في الأرجنتين، وتوفي في 17 أبريل 2011.